# 中国人民解放军陆军第一八〇师
中国人民解放军步兵第一八〇师，是隶属于中国人民解放军陆军第六十军的一个步兵师，曾于朝鲜战争第五次战役中损失7,000余人，被认为属于“成建制被歼灭”。

## 历史

### 第二次国共内战
1947年8月1日太岳军区各军分区和地方基干团升级组建第二十四旅，旅长王墉（临汾战役阵亡）、郑其贵，政治委员王观潮，副旅长常仲连，参谋长余凯，政治部主任曾柯。辖：
- 第70团：洪洞独立团、临汾游击大队和洪洞县新兵营合编组建太岳二军分区警卫4团。团长段龙章、庞克昌，政委陈安海，副团长庞克昌。
  - 一营长马钰、孔祥玄，教导员侯文友（晋中战役南庄战斗中阵亡）、常维克（太原战役在小窑头阵亡），副教导员李英才（晋中战役南庄战斗中阵亡），副营长郭如峰（晋中战役南庄战斗中阵亡）。三连长潘辉。
  - 二营长胡景义。五连长乔成栋。
- 第71团：夏县康俊仁抗日游击队、太岳区派来的基干团和垣南支队合编组建太岳三军分区56团。团长北沙、王至诚，政治委员吴成德。副团长成友权，副政委任伯剑，参谋长郑兴祚（临汾战役中阵亡）、王至诚、赵连城，政治处主任王震东、李全山，特派员周根龙。
  - 一营长姜有才、李元，教导员李全山、王逸民，副教导员魏林、张森娃、李明，副营长张清汉、丁战胜。
    - 一连长胡希圣，指导员韩文高，副连长张志忠。
    - 三连长王纪法（临汾战役中阵亡)、郭荣富（太原战役中在小店阵亡），指导员张森娃。

  - 二营长胡大鹏（晋中战役南庄战斗后阵亡，五连长张家成代副营长)、陈克难，教导员牛云霄、张启，副营长马兴旺、王克明、张佐石。
  - 三营长陈克难、魏林，副营长晋玉合、张清汉、张志忠，教导员刘良、齐安乐、贪学曾。八连长靳长海。
- 第72团：济源县独立团与王屋县独立营于1945年12月在济源县勋掌村合编为太岳四分军区独立2团。团长门国梁、马林（临汾战役中阵亡）、尚坦，政委方升普（临汾战役中阵亡）、李懋召，副团长张博奋，副政委李德俊（临汾战役中阵亡），参谋长甄子文，政治处主任苏友连（临汾战役中阵亡）、董振修（太原战役小窑头战斗中阵亡）。
  - 一营长李德富（太原战役小窑头战斗中阵亡）。三连指导员孟庆林。
  - 二营副营长韩月季、王克明（太原战役小窑头战斗中阵亡）。四连长李风功。

1949年2月，在太原前线，华北第八纵队第24旅改编为解放军第180师。

### 朝鲜战争

#### 第五次战役中表现
北上朝鲜战争，从眉山乘汽车到宝鸡，乘火车到石家庄元氏正好是1951年元旦。又行驶一天，到达沧县运河边泊头镇休整。1951年3月17日抵达安东，住日本兵营，发放物资，3月27日夜跨过鸭绿江。棉衣棉裤大衣雨布，背包铁锨两个手榴弹15斤炒面；战士还要携带武器弹药更加沉重。夜行军半月按期在4月10日到达到伊川，休整十天，冒雨向铁原前进。
1951年4月22日第五次战役第一阶段打响，师部随60军到议政府市。第60军为第三兵团左翼，奉命经高台山出击，插向纵深，割裂美二十五师和土耳其旅的联系，同时抗击美二十五师西援，牵制美三师。第180师为第60军的第二梯队，相继投入战斗，对敌进行追击。4月26日，彭德怀发现联合国军主力撤到汉城以南及北汉江、昭阳江以南进行抵抗，美骑一师在汉城周围组织了密集的火力控制地带；彭德怀判断，敌在诱志愿军攻打汉城，以给志愿军大量杀伤。彭德怀认为在汉城以北歼敌的机会已失，便令部队停止攻击，于4月28日结束了第五次战役的第一阶段，歼敌的数量2.3万人，没有消灭美军一个整团。180师一万一千余人，在第五次战役第一阶段阵亡、负伤后送后，兵力已不足万人。第一阶段结束后，第180师在涟川山沟挖防空洞休整半月。
彭德怀向东转移兵力，目的是消滅韩军。1951年5月16日黄昏，第五次战役第二阶段开始，九个军数十万人打过三八线，公路上炮车汽车马车部队，异常拥挤前进。第三兵团的任务是割裂西线美军和东线韩军联系，坚决阻击美十军东援。第180师列为第一梯队，由芝浦里的山间小路向东南开进，出击春川。5月17日，第三兵团副司令员王近山把第60军的第179师和第181师列为三兵团的机动部队，分别配属给第12军和第15军。北汉江南岸，美陆战一师、美七师在第180师正面，企图东援。第60军命令第180师实施以攻为守的战术向春川、洪川插入，控制春洪公路，拖住两个师的美军不让东靠，以掩护东线主力攻打聯合國軍。第180师随即命第539团和第538团三营由下立岩、发雷分别渡过北汉江，控制寒崎县至阴谷山一线。5月17日，第540团由发雷渡江进至仑村里，第539团进至杜武洞，第538团直插新岩里与联合国军遭遇，击毁美军坦克10辆，消滅聯合國軍一个连。5月18日，第538团二营进至孝子洞、万树洞一线，黄昏时占领万树洞以西3368高地，遭美陆战一师反击，二营坚守阵地伤亡过半；第539团二营则控制了洪川北岸265高地、286高地，胜利完成阻敌东援任务。
战至5月20日，东线的志愿军两个兵团消滅向云里地区韩军两个师的大部，击溃另两个师，共消滅5.9万人。部队已极度疲劳，加之雨季来临，供给又难以为继，彭德怀命令部队“结束战斗，向北转移”。
5月22日联合国军开始反攻。自5月22日始，第180师各部携带的粮食已告罄，部分营、连已断粮。更为严重的是，位于180师左翼的第十五军、右翼的第六十三军和第三兵团预备队都在5月22日遵令北撤了，150公里的战线成为一个大空隙，在这个空隙区域内只有180师一个师。5月22日第60军命令第180师向北转移，渡过北汉江至春川西北地区组织防御。正在执行命令时，第180师又接军部转第三兵团命令，要第180师担负掩护中线伤员转运任务，在加平、北汉江以南地区建立三道防线，坚持3至5天，以掩护大部队后撤。通向春川的铁路长隧洞里面两边躺满昏迷的重伤员。联合国军发现志愿军主力后撤，即集结部队向北展开全线反击。美七师和韩六师从第六十三军撤出留下的空隙，插入180师右侧后。美二十四师、韩二师等，以摩托化快速部队在空军配合下，从正面向180师进攻。如果5月23日180师撤到北汉江江北，守住加平至城隍堂无人防守的土公路，第五次战役历史就可能改写，军事分界线就不会后撤一百多公里。5月23日，联合国军对180师师部和539团防线施行轮番轰炸和反复炮击。联合国军一个团的兵力在16辆坦克配合下，对539团四连防守的九峦山阵地猛攻。四连打退联合国军5次进攻，毙敌百余人。联合国军用一个团和两个营的兵力对付五连，向五连阵地大量倾注弹药，阵地化作一片焦土。五连在营长马兴旺带领下，连续打退联合国军8次冲锋，并缴获机枪一挺。坚守在城隍堂一线的540团三连170人最后只剩下十来个人，排连干部全部阵亡。三营教导员任振华最后用仅有的一枚手榴弹和冲上来的联合国军同归于尽。5月23日、24日两天的坚守阵地战中，全师干部伤亡的数量超过了第二次国共内战时两年的数字。538团一营长刘吉耀、一营教导员赵国泰、5个连长、6个指导员阵亡；539团政委韩启明、三营教导员杨彬、一营副教导员郭青五、8个连长、5个指导员阵亡；540团政治处主任王体先、炮兵营长张允浩阵亡。5月24日美24师沿无设防的土公路北犯，南面的师部知道被半包围，参谋长王振邦、政治部主任吴成德主张撤退，师长郑其贵、副师长段龙章说没有命令不能退，只让非战斗人员先撤。5月24日中午师文工队等非战斗人员北撤。5月24日傍晚涉水渡过北汉江，很快回到江北的明月里。 
5月24日第三兵团的通信电台吉普车被炸，第60军韦杰军长联系不上兵团。5月24日午夜，第60军命令180师立即渡过北汉江，在江北组织反击。军长韦杰亲自给181师和179师安排部署接应180师事宜。第180师主力后半夜涌向北汉江江边，当时联合国军已控制渡口，只能从不是渡口的地方涉水，扶着几道临时拉起的铁丝渡江。江流湍急，江心水深齐胸，联合国军战机不断从江面掠过扫射投弹。这一夜全师被江水卷走600多人。留在铁路隧道里一百多重伤员，5月26日被韩六师射杀，逃到附近山坡的医护人员相继被俘，包括停战后被遣返的志愿军唯一女战俘杨玉华护士。
5月25日晴天，第180师师部电台被炸。师文工队在明月里洗衣晒被，梁玉林干事带队去领粮，到沟口遇联合国军坦克炮击，吹大号的文工队干事蔡某阵亡。师长让文工队先撤。5月25日傍晚浓云密布，文工队扔掉背包乐器，砍树枝做拐棍，臂缠白毛巾，翻山越岭磕磕绊绊时爬时溜，挂烂军衣划破皮肤挥汗疾行，5月26日黎明在靠近公路的山沟里隐蔽休息，开会说天亮前通过公路，准备好一个手榴弹扔向敌人，一个留给自己，绝不被俘。5月26日上午联合国军军在马坪里合围，当日傍晚第179师第536团打跑美七师的一个团在马坪里撕开缺口。180师文工队恰好到达，公路上是烧毁的志愿军汽车、粮食和遗体。5月27日晴天，当天傍晚，第60军后勤、医院及其它单位数千人，沿敌炮封锁的江边公路北撤。离开公路走小路，趟河爬山边走边睡；5月28日黎明到金化，遇见戴眼镜的军参谋长邓仕俊，询问师长出来没有？回答不知。 
5月25日，第180师已经断粮一周，靠吃树叶野草支撑。师部及539团往明月里和九唇岱山前进，538团转移至上下芳洞阻击，540团撤至北培山、鸡冠山一线阻击。当539团二营到明月里时，联合国军已占领西南306.7高地。教导员关志超立即组织部队夺占高地，命令许四保率领四连二排迂回到联合国军侧翼，夺回高地，聯合國軍50余名陣亡，2名被俘，志願軍奪得机枪4挺。当天下午4时，联合国军先头部队一个营进至九唇岱山，向防守山头的五三九团二营五连连续猛攻。五连最后仅剩下4个人仍守住了阵地。5月25日下午17时，在明月里的180师接到军部转兵团的命令，要180师派两个团沿公路占领马坪里背后大山，派一个团沿土山路到加德山，两面阻击联合国军，以掩护全兵团3,000余伤员撤退。180师接到命令后，即令师直属队和各团重炮连、五三八团、五三九团先行出发到马坪里背后山侧。待部队开始行动时又接到一道命令，即：师部率两个团通过土山路占领加德山，另一个团负责将全师200多名重伤员沿着公路运送到马坪里兵站，然后占领马坪里背后大山。于是，师部又命令已经向北转移的538团返回协同540团到加德山重新布防；命令539团运送伤员到马坪里兵站后，立即占领马坪里背后大山。但539团最终却上了鹰峰山。
5月26日，180师到达加德山时，听到马坪里背后山上有枪声，美二十四师已攻占间村，韩六师已进占芝岩里（韓語：사북면），美七师进至马坪里超出180师侧后，对180师形成合围；更为严重的是，180师跟上级已失去电台联系一昼夜。5月26日中午，在加德山五三八团指挥所召开了第180师党委紧急党委扩大会议，郑其贵师长决定没有上级命令不能撤。下午17时多，得到军部回电同意180师向鹰峰山突围。下午18时180师匆忙实施突围。炸掉无法走山路的山炮。从加德山到鹰峰山要通过一个六七里长的深沟，师部和538团、540团几千人拥挤在一个深沟里，受沟底宽度限制，回旋余地很小，在联合国军密集炮火袭击下，有些人为抢先而造成建制混乱，使不少人失散了。由于四五天没粒米下肚，不少人在这急行军中倒地后就再也未能爬起来。
鹰峰山主峰标高1436.9公尺，美军已经控制了主峰和许多制高点。5月27日拂晓，到达鹰峰东山时，师部这一路只剩下1500多人。副师长段龙章指挥538团组织班以上党员干部强攻鹰峰主峰东侧高地；539团政治处主任李全山、保卫干事王洪运和警卫排长吕铁栓、侦察员张林川带领警卫排和团机关干部30余人，配合一营参谋长周复幸指挥的一营5个排攻占主峰，到下午鹰峰主峰又被聯合國軍佔領。180师余部冲出联合国军重围转移到鹰峰西边一片灌丛茂密的山凹里时，发现四面山头上也都是聯合國军，聯合國軍的飛机在空中盘旋。郑其贵在鹰峰山阵地上组织召开了最后一次会议，几位师领导感到依靠兄弟部队接应已很难办到，决定180师分散突围。5月27日夜，郑其贵通过电台向军长韦杰报告：我们决定晚上趁着夜色分路平行突围。军长韦杰同意第180师突围决定，指示组织部队集中向史仓里方向突围，第60军派部队接应。翻山越岭向正北史仓里突围。此时，聯合國軍继续向华川方向进攻；第179师、第181师各一个团阻其进攻。第179师相对181师距离史仓里要近一些。军长韦杰亲自给第179师打电话，令179师把防务交给181师，179师不惜代价向史仓里反击，把180师接应出来。到5月28日天亮，179师一个营才到达明芝岘、下实乃里地区，与史仓里还有一段距离。180师按军里指示向史仓里方向突围，前卫营按图行进，在山间摸错了方向，遭联合国军阻击，突围部队折回鹰峰地区。此时鹰峰四周的高地已被联合国军占领。郑其贵下令烧掉密码本，一颗炮弹在电译员跟前爆炸，电译员阵亡，电台被炸毁，这是180师最后一部电台。
最终突围结果：
- 师长郑其贵、副师长段龙章（1920－1971，陕西省耀县人，突围后，被降职降级任第六十军作战处长）、师参谋长王振邦带领师警卫连顺着沟沿小路朝史仓里方向前进。史仓里方向枪声不断，估计是联合国军想阻击志愿军突围。于是他又朝东北方向走，过了一座山林，爬上一座秃山，这时天已大黑。前边是绝壁，断了去路，警卫连同志集中一些被包带，续接起来后放下去，人们就抓着带子下崖，一溜就是八九十公尺。中间带子还断过几次，摔伤了好几个人。下这个山崖花费了两个多小时。下崖后，沿东西方向的深沟向东行，黎明前走到了沟口，沟口不远处是条小河，部队正计划过河时，雾气中突然钻出十几辆坦克，向他们开炮，并左冲右闯，恣意追压他们。师首长在警卫员的扶架下，绕过联合国军，冲入附近一片茂密的灌木丛，从那里过了小河。走了三四里，又涉水过了一条大河。河岸上埋伏着联合国军的步兵，警卫连同他们打起来。他们200余人很快占领了联合国军的伏击阵地。终于在6月1日突围。
- 师政治部主任吴成德在开始分散突围，跨上马时，听沟下边一个人叫：“吴主任！吴主任！”吴成德下马，发现是自己认识的五三八团二营身负重伤的军医王洪兴。王洪兴要求吴成德带上他。吴成德一面叫通讯员去找五三八团的首长来处理此事，一面观察王洪兴的伤情，并安慰他。吴成德为此而耽误了20分钟，就跟师部突围人员脱节了。实在不忍把400多名伤员丢下，组织带领他们突围，在几乎无法生存的情况下坚持敌后游击400多天，等待第六次战役，直至1952年7月10月弹尽粮绝被俘。1953年9月最后一批遣返回国。吴成德是志願軍中職務最高的戰俘。[6]
- 师炮兵室主任郭兆林
- 第538团团长庞克昌带人突围成功、但政委赵佐瑞被俘。5月30日拂晓，团参谋长胡景义率先突围到第181师阵地，向军长汇报。全团归队九百余人。副团长文荣德
- 第539团团长王至诚、政治处主任李全山带一营及机关干部40余人于5月30日突围成功，关键资料一件不少 王至诚与美军打了白刃战，左胸还中了一颗子弹没死，硬是用手抠出了弹头，亲自杀死美军哨兵；团政委韩启明在北汉江南岸坚守战斗时就负重伤，为了让极度饥饿用担架抬他的战士突围，拔枪自杀。6月1日一营营长丁占胜，二营教导员关志超等人带领部队突围归建。全团突围千余人。
- 第540团团长刘瑶虎阵亡。政治处主任王体先在北汉江南岸坚守时阵亡。二营负责军部警卫没有参加战斗。政委李懋召带一、三营余部突围成功。 全团突围逾千人。
- 师直、勤务分队、野战医院等部突围四百余人。其中师文工队60人，仅1人阵亡，其余全部突围。

#### 重整
1951年6月第五次战役结束后，第三兵团共减员39,558人。第180师最初统计时，阵亡456人，受伤1,616人，情况不明（失踪、被俘、走散、掉队）5,572人。多年以后，各种调查和资料证明，180师在第五次战役担负进攻、阻击、掩护伤员撤退、最后实施突围，实际阵亡人数在2,000人以上，被俘近4,000人，突围归队与留在后方警卫第60军军部的第540团2营共有4,000人；损失山炮12门、八二迫炮11门，各种枪支3,502只，马匹684匹，车辆15台、电台一部、报话机6台，步谈机16个。
毛泽东说：第五次战役“打得急了些，远了些，大了些”。彭德怀也说：是由许多错觉造成的。彭德怀将第五次战役视为他一生中四次军事失误之一。1951年6月25日空寺洞志愿军军以上干部会议上，彭德怀严厉批评了六十军军长韦杰。要不是志愿军司令部也有责任，非把师长枪毙不可。180师师长郑其贵、副师长段龙章皆被撤职留党察看一年。但是第三兵团命令第180师暂不撤收，掩护伤员撤退后再撤，是最直接原因。第180师余部集中到黄海北道谷山郡休整。谷山四面环山，中间小平原是稻田，定时炸弹经常爆炸而荒芜，朝鲜老乡只能在山坡上耕种糊口，也没法种蔬菜。
1952年10月25日中国人民志愿军司令部命令，从川东、川西、川南三个军区调来3个基干团共5,000多人，拨入1,450多名参战老兵，与180师余部合编，志愿军第三兵团另拔给180师一个通信连和一个工兵连，180师的兵力恢复到1万多人。代师长李钟玄（第15军第44师副师长），师政委李少清（因负伤未到职）/唐明春（第11军第33师副师长），师参谋长王振邦（留任），师政治部主任袁本慧，炮兵主任王至诚（原539团团长）。辖： 
- 538团团长庞克昌（1918年－2001年12月2日，山西省河津县人，留任）、副政委潘族（外调）.文荣德就任180师538团副团长，于1951年7月带四川西部的3,000人奔赴朝鲜战场。
- 539团团长陈克难（原副团长）、副政委郝令高（外调）
- 540团团长周光普（外调）、政委李懋召（留任）。

1952年10月，上甘岭战役之时，第180师开赴东线鱼隐山换防。师部驻龙门山。敌军拒守主峰949.2居高临下，坦克机枪轰击封锁，赴前沿坑道十分危险。

#### 1953年
1953年农历除夕，540团进攻某无名高地，遭到敌暗堡里机枪的猛烈攻击，致使赵永旺阵亡。第180师受挫两周年发起了方形山战斗，拉开了1953年夏季反击战的序幕。联合国军猛烈反攻持续一周，均被打退。5月13日当晚，四千人潜伏在949.2下面丛林中。5月14日没有出现邱少云那种意外。5月14日晚二十时整，信号弹从身后升起，几百门大炮同时开火，炮火急袭15分钟，随后戛然停止了五分钟，之后第二次炮火急袭开始。未等炮火延伸，漫山炒豆声响起，潜伏部队开始冲锋。不到半小时，占领主峰的信号弹升起。5月14日夜在师部观战的第三兵团司令员许世友赞扬：“180师这回打了翻身仗！”5月15日朝阳升起，949.2高地变成秃子，岩石裸露烧成红色，山腰剩下无数半截黑树桩，而战线则推进二十多公里。
5月27日晚，第180师以539团2个连和配属的181师541团2个连共4个连兵力，向韩国第5师2个步兵连及配属分队共450余人防守的“方形山”阵地发起进攻。方形山”位于949.2高地以北，是949.2高地向北伸出的一条山脊上最北端的一个无名高地，距离949.2高地约2公里，志愿军称之为“方形山”。它向屏风一样掩护着韩国第5师主阵地949.2高地。从方形山到敌军主阵地高地，山梁上共有5个山包，敌军做了一个环形阵地，志愿军从己方起依次命名为1、2、3、4、5号环形阵地。步兵分队分9路同时对敌9个点发起攻击，将韩国第5师防守部队分割成数点，使其首尾不能相顾，经21分钟战斗即全部占领阵地，全歼韩国第5师防守的两个连及配属分队，毙伤敌340名，俘虏美炮兵观察哨内4名美军和韩国兵106名。5月28日至6月4日，第180师击退韩国第5师先后两个团兵力在飞机、坦克支援下的58次反攻，巩固了阵地，共歼敌2,400余人。韩国第5师第36团遭到歼灭性打击，撤至949.2高地以南修整，由其第35团接替防务。“方形山”战斗中，180师共伤亡183人。
7月13日，四个军十几万兵力展开大规模的金城反击战，迅速突破中线韩国军4个师的防线。第180师渡过金城川冲在战线最前，正值伏季大雨不停，道路泥泞，乘胜追击不，7月15日攻占黑云吐岭，全歼韩三师第23团一个营。忽然传来第12军奇袭白虎团的消息。第180师攻占的黑云吐岭、白岩山已向南突出友军七、八公里，接近五次战役经过的金化平原，敌集中几个师反攻。由于金城川桥梁被炸、江水暴涨，火炮支援和粮食弹药供应发生困难，战士们在没有工事的山岭打得异常艰苦。第三兵团命令第180师固守阵地，但第60军、第180师首长主张见好就收，避免意外，毅然下令后撤，战士连伤员、俘虏和遗体都带到金城川江北。第540团第一连班长郑朝元在白岩山棱坎战斗中率部坚守16个小时，歼敌267人，郑朝元个人就歼敌122人，志愿军司令部给他立特等功，授予二级英雄称号与朝鲜民主主义人民共和国一级国旗勋章。

### 战后
1953年9月，后建立第一八〇师随第60军回国，第180师驻防安徽符离集，后移防南京浦口南门镇，再移防滁县东。1958年，538团改为架子团。1961年4月25日，180师（欠步兵第538团、炮兵第560团）调归国防部五院；步兵第538团调归第181师。1962年5月，180师师直和步兵第539团、 540团由国防部五院复归第60军建制。1964年12月20日，第180师师直（欠高炮营）、步兵第540团、炮兵第560团改编为安徽省军区独立步兵第一师；该师于1976年与浙江省金华军分区对调。步兵第539团扩建为江苏省军区独立步兵第一师；该师1976年奉命与浙江省温州军分区对调。

## 註
1. ↑  180师的梁玉琳（後成将军）否認「全师覆灭」说，理由是540團的二营、539团的三营大部分突围，还有一个营在包围圈外，沒有全师覆没。[4]

## 外部連結
- 解密时刻: 志愿军战俘第五集 "他乡故乡" （页面存档备份，存于）訪問數位第一八〇师战俘